# 水無瀬忠政

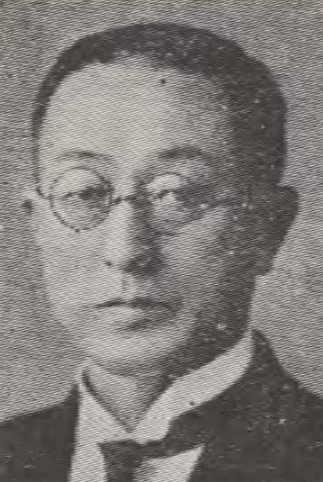
水無瀬忠政

水無瀬 忠政（みなせ ただまさ、1881年（明治14年）9月23日 - 1963年（昭和38年）1月15日）は、大正から昭和期の神職、政治家、華族。貴族院子爵議員。妹に久邇静子（多嘉王妃）。

## 経歴
本籍・大阪府。水無瀬宮宮司・水無瀬忠輔の長男として生まれる。父の死去に伴い、1916年（大正5年）3月20日に子爵を襲爵した。同年、官幣中社水無瀬宮宮司に就任した。
1932年（昭和7年）12月17日、貴族院子爵議員補欠選挙で当選し、研究会に所属して活動し1938年（昭和13年）6月17日に辞職した。

## 親族
- 庶子の母：萩原ろく - 東京。
  - 庶子（長男）：忠寿（1913年12月 - 不明、水無瀬神宮宮司）[1]
- 庶子の母（妻）：ますゑ（梶野育造妹、兵庫）[1]
  - 庶子（次男）：水無瀬忠彰（1925年10月-）
  - 庶子（三男）：水無瀬忠孝（1935年-）
  - 庶子（長女）：富子（1937年-）- 井上正己　妻
  - 庶子（四男）：水無瀬忠徳（1939年-）
  - 庶子（五男）：水無瀬忠親（1941年-1967年）
  - 庶子（次女）：八重子（1944年-）- 三宅史郎　妻